# اچ‌ام‌اس اچ۵۰
اچ‌ام‌اس اچ۵۰ (به انگلیسی: HMS H50) یک زیردریایی بود که طول آن ۱۷۱ فوت ۰ اینچ (۵۲٫۱۲ متر) بود. این زیردریایی در سال ۱۹۱۹ ساخته شد.